# Micranisa claviscapa
Micranisa claviscapa är en stekelart som först beskrevs av Joseph 1957.  Micranisa claviscapa ingår i släktet Micranisa och familjen fikonsteklar. Inga underarter finns listade i Catalogue of Life.